# Parosphromenus ornaticauda
Parosphromenus ornaticauda je drobná sladkovodní paprskoploutvá ryba z čeledi guramovití (Osphromenidae). Pochází z černých vod západního Bornea.